# Josep Lliteres Vidal
Josep Lliteres i Vidal (Manacor, 1956), fou membre del Comitè Executiu del partit polític Unió Mallorquina (UM) durant la legislatura 2003-2007 i director insular de Relacions Institucionals. Durant els X i XI Congressos d'UM és nomenat membre del Consell Polític.
Llicenciat en Ciències Biològiques per la Universitat Autònoma de Barcelona l'any 1978 i professor de batxillerat des del 1979 al 1999 al Col·legi Sant Pere de Palma. Durant aquesta mateixa època va ser president de l'Associació de veïns Vogariciar del Molinar i president de la Federació d'Associacions de Veïns de Palma.
Membre del Consell Polític des de l'any 2000, en què es va celebrar el Vuitè Congrés i continua formant part del mateix després del Novè Congrés. També és secretari de Formació i d'Acció Sectorial del Partit. Durant quatre anys (1999-2003) fou el cap d'Administració d'IBABSA. Va desenvolupar el càrrec de director insular de Cultura del Consell de Mallorca el 2003 i de director insular de Relacions Institucionals d'aquesta Institució, del 2004 al 2007. El 2007 va ser nomenat director general de Qualitat Ambiental del Govern de les Illes Balears. Des del 8 de gener de 2010 és gerent de l'Institut d'Estratègia Turística (Inestur) dependent de la Conselleria de Turisme.